# Royal Welsh Show

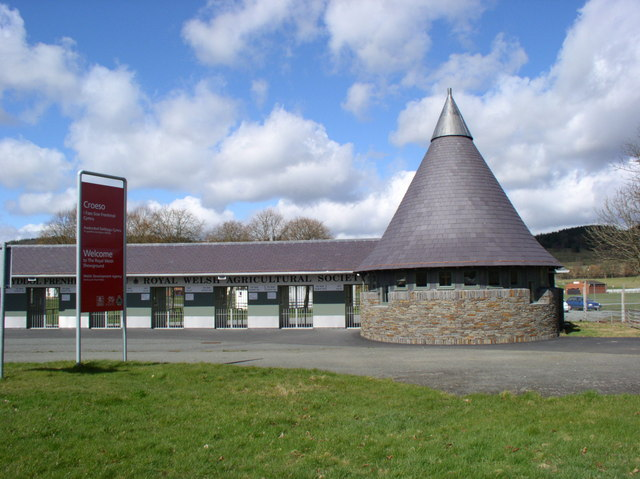
Entrée du lieu d'exposition à Llanelwedd.

Le Royal Welsh Show (Exposition royale galloise) est l'exposition agricole la plus importante du Royaume-Uni; elle se tient chaque année en juillet et donne lieu à des émissions spéciales sur la BBC. Elle est organisée par la Royal Welsh Agricultural Society, fondée en 1904, et a lieu au Pays de Galles central à Llanelwedd, près de Builth Wells (Powys). La première exposition a eu lieu à Aberystwyth en 1904, puis à cause de son succès l'exposition a déménagé dans un site d'exposition permanent à Llanelwedd en 1963.

## Format
L'exposition dure quatre jours en juillet et attire plus de 200 000 visiteurs chaque année, ce qui en fait une attraction majeure du tourisme au Pays de Galles. Elle tient aussi un festival de printemps, un week-end de la mi-avril, et depuis 1990 une foire agricole pendant un week-end de la fin du mois de novembre, dite Royal Welsh Winter Fair, consistant en des ventes aux enchères de bétail, et des expositions de produits alimentaires de tout le Royaume-Uni. 
Le Royal Welsh Show organise:
- Le jugement de conformité aux standards de sujets présentés par catégorie : bovins, moutons, chevaux (dont le fameux concours des étalons Welsh cob qui a lieu le mercredi), caprins, porcs  et d'autres races d'animaux domestiques
- Concours de chiens de berger
- Concours de tonte de laine de moutons
- Concours de dressage équestre
- Concours d'attelage
- Fauconnerie
- Divers jeux et sports, défilé militaire comme le King's Troop, défilé de la Royal Horse Artillery
- Expositions de produits artisanaux
- Concerts de musique pop en plein air
- Expositions de machines agricoles, d'outillage et de divers produits liés à l'agriculture, etc.

Il est fréquent qu'un membre de la famille royale se rende à l'exposition. Le prince Charles, qui est connu pour son soutien au monde paysan, s'y rend régulièrement. Son intervention lors de l'épidémie de fièvre aphteuse de 2001 est restée gravée dans la mémoire des paysans britanniques. Un syndicat paysan, la FUW, l'a nommé comme personnalité influente pour son soutien aux agriculteurs en 2003 et l'a annoncé pendant la tenue du Royal Welsh Show.

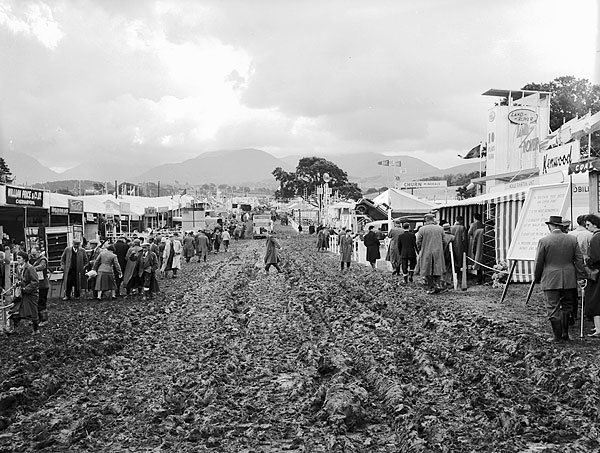
Le Royal Welsh Agricultural Show à Bangor en 1958.
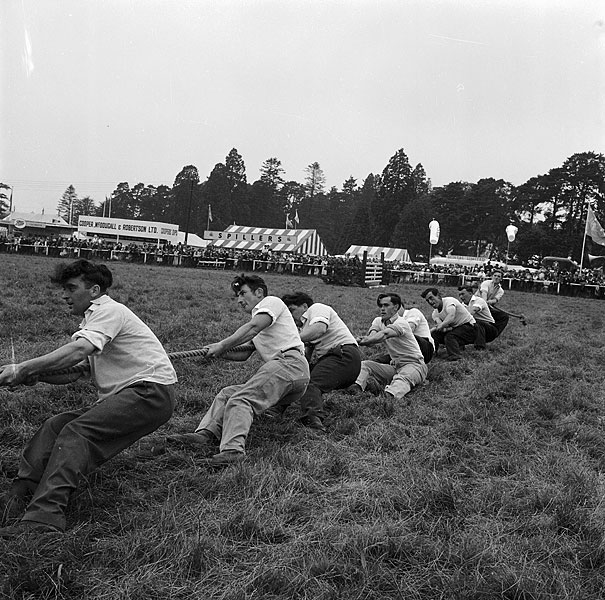
Jeu de force au Royal Welsh Show de Llanelwedd en 1963.
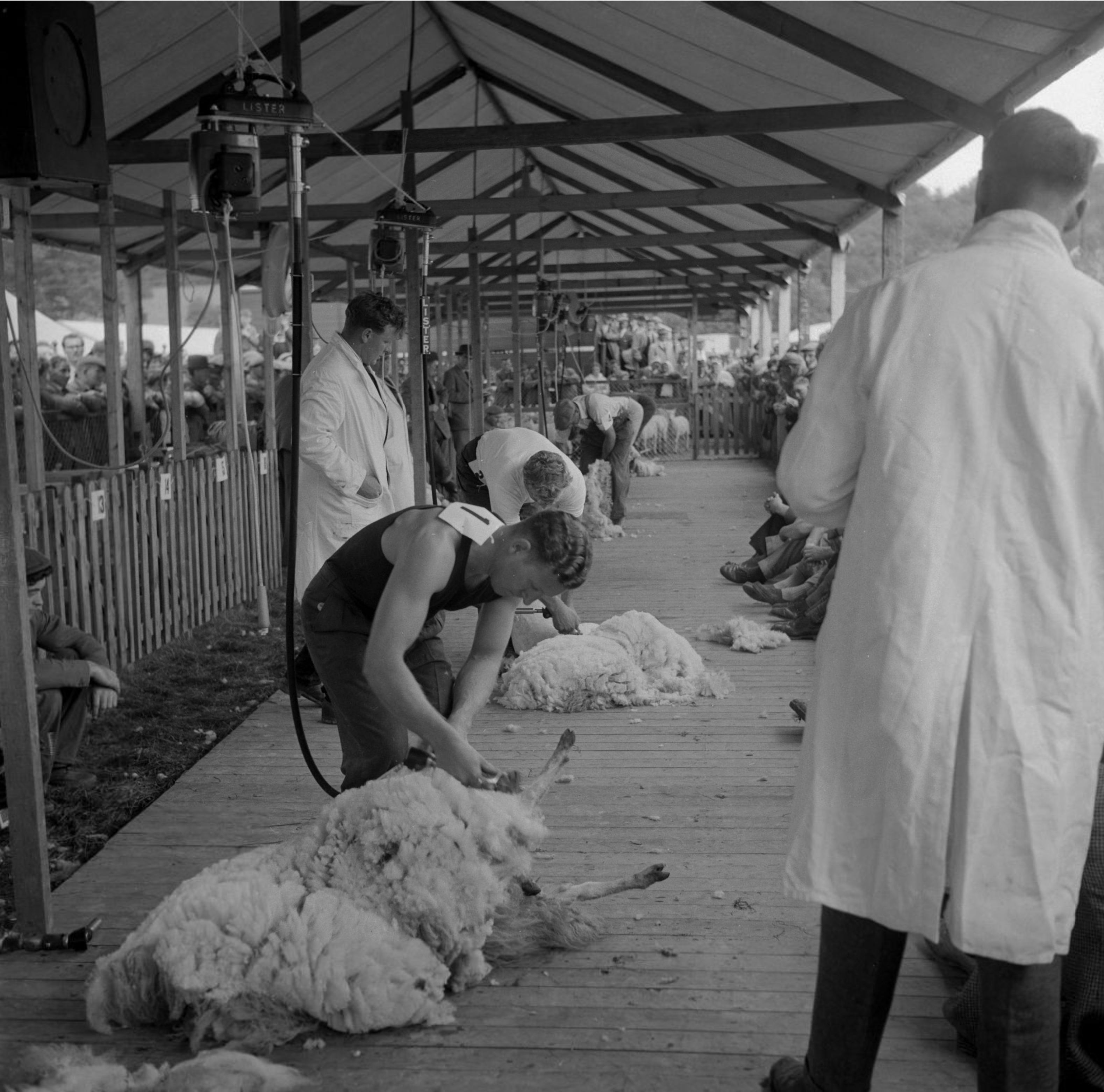
Concours de tonte de laine de mouton au Royal Welsh Show de Llanelwedd en 1963.